# SQ3R
SQ3R или SQRRR — это техника, направленная на улучшение качества усвоения прочитанной информации. Она помогает лучше понимать смысл текста. За непонятной аббревиатурой скрывается алгоритм техники, состоящий из пяти шагов:
Оцените (англ. Survey), Спросите (англ. Question), Прочтите (англ. Read), Вспомните (англ. Recall), Пересмотрите (англ. Review). Он был создан для студентов, но полезен также и всем, кто читает любую текстовую информацию. Метод был разработан Фрэнсисом П. Робинсоном — американским философом и психологом.   

## Алгоритм
Шаг 1 (Оцените) — Бегло просмотрите текст, чтобы получить общее представление о нем.   
Шаг 2 (Спросите) — Задайте вопросы по тексту. Запишите все вопросы, которые придут вам на ум после первого шага, чтобы понять, чего вы хотите от текста.  
Шаг 3 (Прочтите) — Прочитайте текст. Уделите особое внимание тем частям текста, которые покажутся вам наиболее полезными.  
Шаг 4 (Вспомните) — Вспомните те ключевые моменты текста, что дадут вам ответы на вопросы из второго шага. Это поможет лучше понять текст. 
Шаг 5 (Пересмотрите) — Пересмотрите текст. Это можно сделать в форме перечитывания текста, обсуждения с другими людьми, или пересказа.